# Gobierno de Ezequiel Hurtado
El gobierno de Ezequiel Hurtado Hurtado se dio entre el 1 de abril de 1884 y el 10 de agosto de 1884 en Colombia. Fue el 19.º gobierno de los Estados Unidos de Colombia(1863-1886) periodo también conocido como Olimpo Radical.

## Llegada al poder
En 1883 Ezequiel Hurtado fue elegido designado a la Presidencia de la República, por el Congreso Nacional; así mismo, fue nombrado Magistrado de la Corte Suprema de Justicia.
El 1 de abril de 1884, asumió la Presidencia de la República en su condición de designado, debido a la demora del presidente Rafael Núñez, quien ganó las elecciones de 1884 ante un fortalecido Solón Wilches. Núñez se encontraba en Curazao en el momento de su elección, y sumado a su débil estado de salud se retrasó su posesión.
El corto gobierno de Hurtado (y sin embargo largo para ser un designado temporal) se prolongó hasta el 10 de agosto de 1884, cuando Núñez pudo llegar a Bogotá para posesionarse.
Durante su designatura, Hurtado sólo pudo nombrar a su gabinete ministerial.

## Gabinete ministerial
| Secretaría                                      | Imagen                   | Nombre              | Partido | Periodo |
| ----------------------------------------------- | ------------------------ | ------------------- | ------- | ------- |
| Canciller (Secretario de Relaciones Exteriores) |                          | José J. Vargas      |         |         |
| Secretario de Guerra                            |                          | Napoleón Borrero    |         |         |
| Secretario de Guerra                            | José María Campo Serrano |                     |         |         |
| Secretario de Gobierno                          |                          | Manuel María Castro |         |         |
| Secretario de Hacienda                          |                          | Felipe Angulo       |         |         |
| Secretario de Instrucción Pública               |                          | Eustorgio Salgar    |         |         |
| Secretario de Obras Públicas                    |                          | Mariano Tanco       |         |         |
| Secretario de Obras Públicas                    | José María Caro          |                     |         |         |
| Secretario de Vivienda                          |                          | Manuel M. Castro    |         |         |

## Política interna
Se organizó la conmemoración del Centenario del nacimiento de Simón Bolívar en 1883.

## Fin de gobierno
Hurtado participó en la guerra civil de 1884-1885, de los liberales radicales contra el gobierno de la Regeneración. Fue vencido como revolucionario en 1885, fue hecho prisionero y sería desterrado.